# Formica lugubris
Formica lugubris é uma espécie de formiga da família Formicidae. Pode ser encontrada na Áustria, Bulgária, Finlândia, França, alemanha, Hungria, Irlanda, Itália, Noruega, Roménia, Rússia, Sérvia e Montenegro, Eslováquia, Espanha, Suécia, Suíça e Reino Unido.